# Portret van Isabella Stewart Gardner
Het Portret van Isabella Stewart Gardner (Engels: Portrait of Isabella Stewart Gardner) is een schilderij uit 1888 van John Singer Sargent, geschilderd in opdracht van de naamgever en oprichter van het Isabella Stewart Gardner Museum, waarin het portret zich nu bevindt.

## Schilderij
Isabella Stewart Gardner (1840-1924) was een mecenas, kunstverzamelaar en oprichter van het naar haar genoemde museum. Ze bracht een van de grootste kunstcollecties van Amerika tot stand die ten slotte circa 2500 objecten omvatte. Daarnaast was ze een bekende socialite in haar woonplaats Boston waar ze thuis concerten en andere culturele en intellectuele bijeenkomsten organiseerde.
Sargent ontmoette Stewart Gardner op 28 oktober 1886 voor het eerst door bemiddeling van de eveneens uit Boston afkomstige schrijver Henry James. Het werd het begin van een vriendschap die tot het overlijden van Stewart Gardner zou duren en een omvangrijke, bewaard gebleven briefwisseling tussen de twee opleverde.
Het portret werd geschilderd in december 1887 en januari 1888 in het woonhuis van de voorgestelde. Het kwam niet zonder moeilijkheden tot stand, mede door de veeleisende opdrachtgeefster. Uiteindelijk was zij pas na een negende finale herschildering tevreden. Een voorstudie bevindt zich eveneens in de museumcollectie. Sargent maakte nog twee portretten van haar waaronder een waterverf uit 1922.
Het portret toont de kunstverzamelaarster in een avondjurk met op de achtergrond een uit haar eigen collectie afkomstige fluwelen doek die volgens Henry James de indruk gaf dat de geportretteerde een "Byzantine Madonna with a halo" was. De Franse schrijver Paul Bourget noemde het een voorbeeld van de Idéale Américaine. Stewart Gardner achtte het zelf een van de mooiste portretten die Sargent had geschilderd en trachtte de schilder zelf ook tot die opinie te bewegen.
Toen het doek in 1888 voor het eerst geëxposeerd werd vond het niet bij iedereen een positief onthaal. Dat leidde ertoe dat Stewart Gardner het tijdens haar leven niet meer tentoonstelde noch uitleende.

## Herkomst
Het portret was in opdracht van Stewart Gardner geschilderd tegen een honorarium van $ 3.000 en is sindsdien eigendom van de geportretteerde en daarna van haar museum.
Ralph Curtis op het strand in Scheveningen (1880) · Portret van Madame X (1884) · Portret van Mademoiselle Suzanne Poirson (1884) · Portret van Madame Paul Poirson (1885) · Anjer, lelie, lelie, roos (1886) · Portret van Isabella Stewart Gardner (1888) · Portret van Léon Delafosse (1893-1899) · Nonchaloir (1911)